# Fuente de la calle de Santa Isabel
La fuente de la calle de Santa Isabel fue una fuente pública del Madrid de los Austrias construida hacia 1622, situada frente al convento fundado por Felipe II en 1595, que dio nombre a la calle.

## Historia
La fuente, junto a los muros del convento, aparece reseñada en la lámina 19 (D4) del plano de Teixeira de 1656, pero no se ha representado.

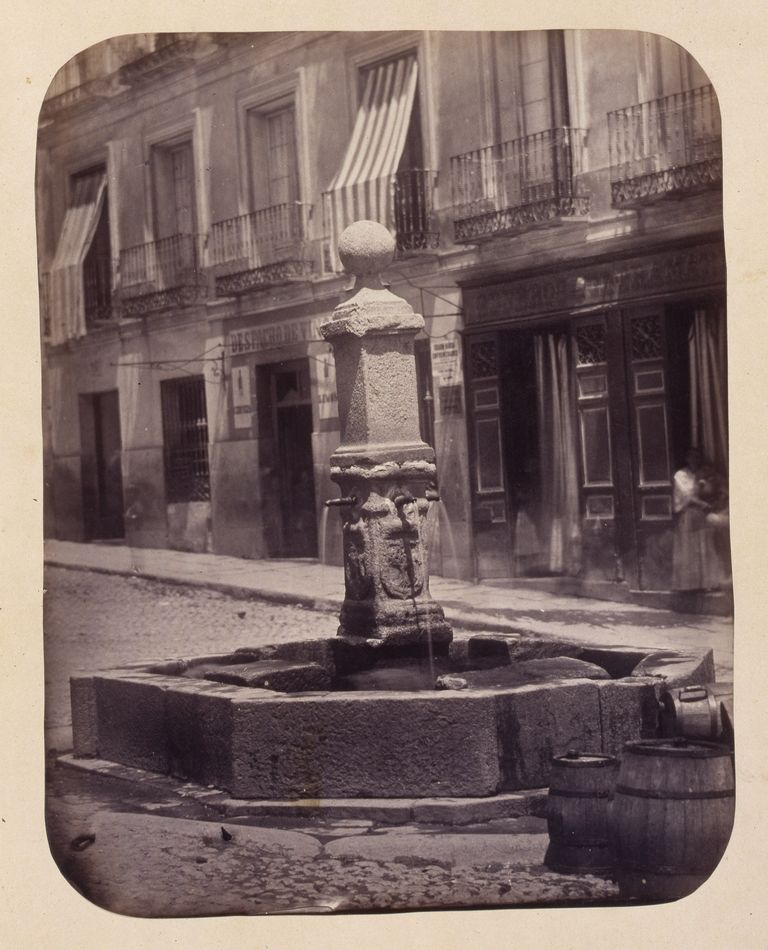
La fuente vecinal de la calle Santa Isabel, fotografiada por Alfonso Begué en 1864.

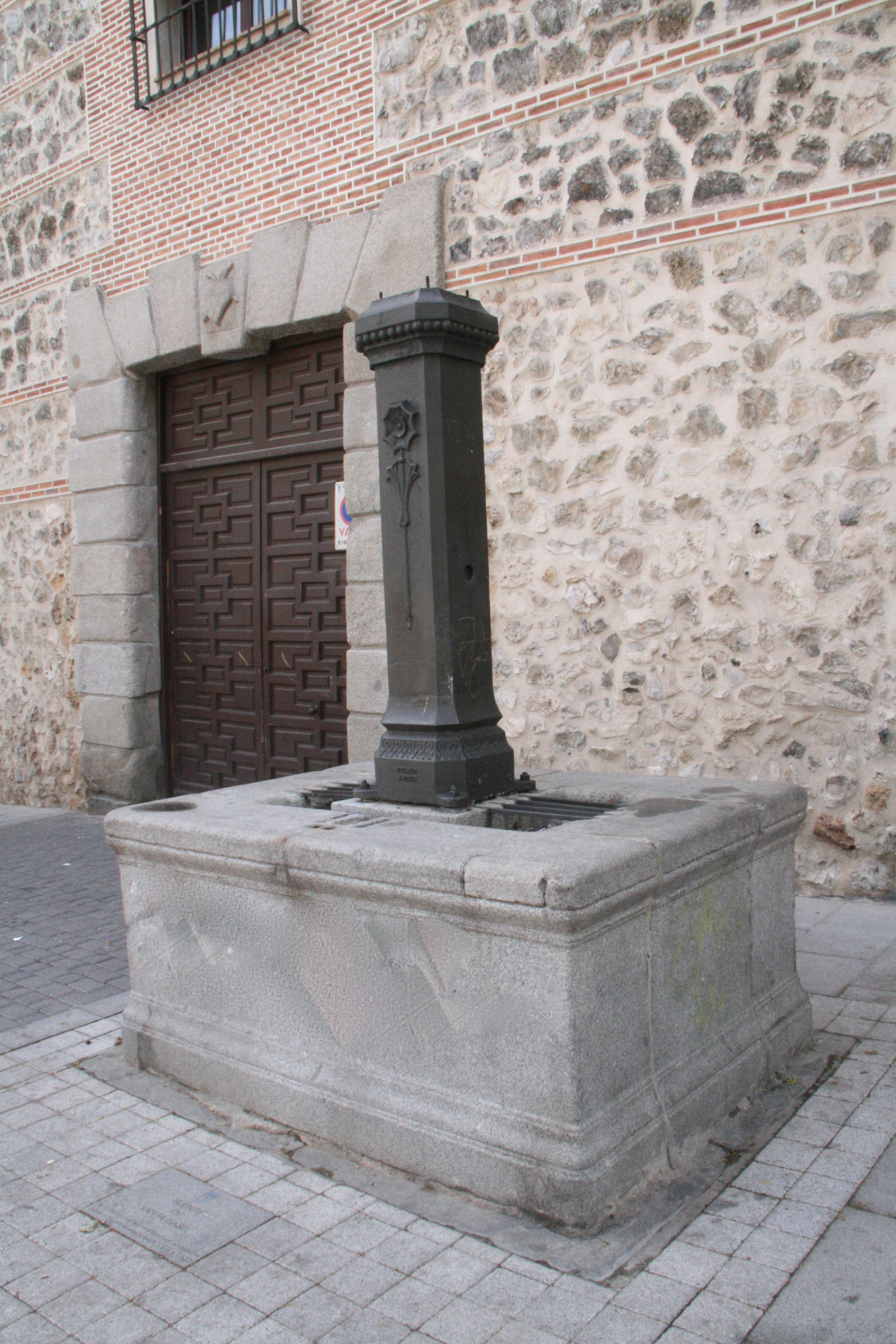
Fuente vecinal de bronce del siglo xix. Parece ocupar el mismo lugar, donde estuvo la de Martín Gortairy realizada en 1622, descrita «sobre unas gradas y rematada por una cruz de bronce».

Se documenta a través del Libro de Juntas de Fuentes guardado en los Archivos de la Villa de Madrid, en un acta del 18 de junio de 1621, su construcción encargada a Martín Gortairy.
No está claro que fuera la misma que la conservada hasta la segunda mitad del xix. Es difícil apreciar si la fuente que Alfonso Begué fotografió en 1864 era lo que quedaba de la fuente de Gortairy, sin la cruz de hierro que la coronaba, ni si estaba emplazada en su mismo lugar. En cualquier caso, a principio del siglo xx no aparecen fuentes en las fotos de este sector de la calle de Santa Isabel.
Pascual Madoz hacia 1848, habla de una fuente que “llegó a tener dos caños”, con una dotación de 10 RA abastecidos por el «viage» del Bajo Abroñigal y una asignación de 12 aguadores. Todo hace pensar que esa es la misma que fue fotografiada por Begué en 1864, y quizá la que citan Peñasco y Cambronero en 1889, abastecida por el mismo «viage».  
Ya en el umbral del xxi se colocó ante el convento una fuente de bronce, del tipo caño de vecindad habitual a finales del siglo xix y primera mitad del xx. Consiste en un sencillo «pilón con basa, cuerpo central y cornisa es de granito» que soporta un tronco cuadrado atornillado a su base y decorado con bolas en el capitel, franjas vegetales en la basa y una flor en el fuste (ahora sin caños), todo ello siguiendo un estilo modernista que no llegó a arraigar en el Madrid del primer cuarto del siglo xix. En las reformas de la calle de 2012 se le añadió una placa instalada en el suelo cuyo texto lleva a pensar que esa fuente, fabricada hacia el año 1900 en la fundición Picazo, es la que, según dice textualmente la placa, “fue realizada por el maestro cantero Martín de Gortairy entre 1621 y 1622”.

### Descripción
La fuente construida por Gortairy está descrita en un documento del 25 de agosto de 1622, donde se tasa en «2.576 reales y 3 cuatillos». Se especifica también que tiene un pilón con cuatro caños y ocho antepechos, del que se deducen solo tres cuerpos, el primero con los escudos reales y de la Villa, como era preceptivo en los monumentos de ese periodo. Por último, se menciona la cruz de bronce que la coronaba.